# Force terrestre albanaise
La Force terrestre albanaise (en albanais : Forca Tokësore të Republikës së Shqipërisë) est la branche terrestre des forces armées albanaises.

## Mission
La mission principale de l'armée de terre albanaise est la défense de l'indépendance, de la souveraineté et de l'intégrité territoriale de la république d'Albanie, la participation aux opérations humanitaires, de combat, non combattantes et de soutien de la paix.

## Histoire

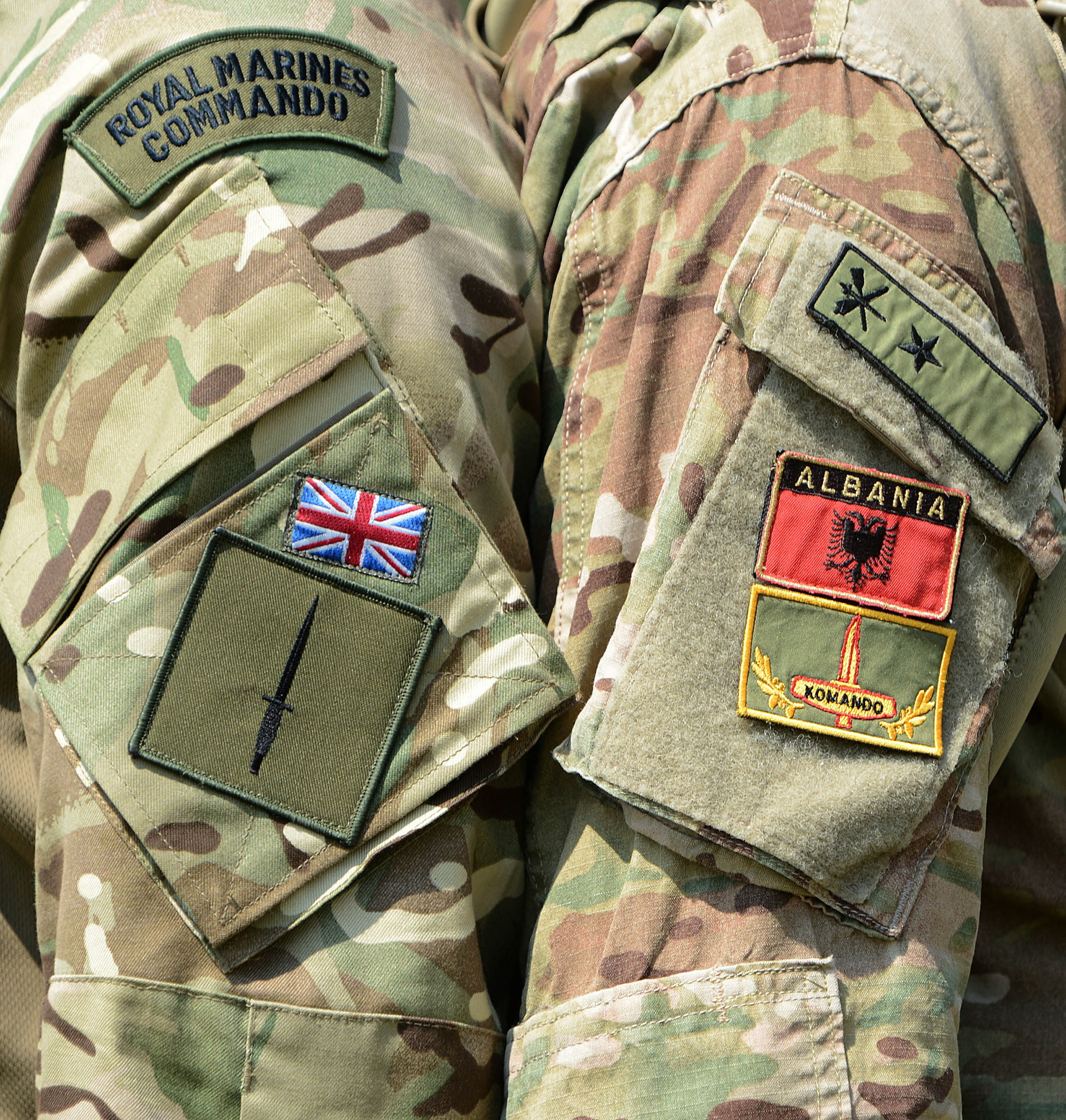
Un Royal Marine britannique posant avec un commando albanais (à droite), tous deux montrant leurs épaulettes

La force terrestre est une unité prioritaire dans la structure des Forces armées. La Force terrestre a été créée le 29 août 2000. En 2000, la Force terrestre comprenait cinq divisions d'infanterie avec 55 brigades et 300 bataillons déployés dans 167 régions différentes du pays. Au cours de sa réforme continue, la Force terrestre a subi de nouveaux changements. En 2006, il a été dissous et le Commandement des forces interarmées a été créé. Dans le cadre de la transformation en cours des Forces Armées, fondées sur le concept d'une armée peu nombreuse mais opérationnelle et professionnelle. Le 9 décembre 2009, la Force terrestre a été reconstituée sur la base d'une Brigade de réaction rapide et d'un Régiment de commandos.
Sur la base de la mission constitutionnelle, la Force terrestre a été impliquée dans un processus de profonde transformation selon les concepts militaires occidentaux, et avec la transition de l'ensemble de la force d'un service militaire conscrit à une armée professionnelle, son niveau opérationnel a augmenté. Les structures de la Force terrestre ont été engagées dans des opérations de soutien de la paix en Bosnie-Herzégovine, en Irak, au Tchad et à Herat et Kandahar, en Afghanistan. La force terrestre a la part la plus importante dans les opérations de maintien de la paix dans le cadre de l'OTAN, de l'ONU et de l'UE. La Force terrestre est dirigée par de jeunes chefs qualifiés formés dans les écoles militaires des pays de l'OTAN, comme aux États-Unis, en Italie, en Turquie, en Allemagne, au Royaume-Uni, en Autriche, etc., sur la base de projets de coopération avec ces pays.
La Force terrestre est engagée dans des opérations civiles d'urgence pour aider la communauté en cas de catastrophes naturelles, telles que des inondations et des routes bloquées, et aide à la distribution en cas de fortes chutes de neige, d'opérations d'extinction d'incendie, etc.
Depuis sa création, la Force terrestre est dirigée par des commandants expérimentés. De 2000 à 2006, il était dirigé par le Major Général Kostaq Karoli; de 2006 à 2008, il était dirigé par le Brigadier Général Shpëtim Spahiu; de 2008 à août 2012 par Brigadier Général Victor Berdo. D'août 2012 à novembre 2013, il a été commandé par le Major Général Zyber Dushku. Depuis le 11 novembre 2013, le Major Général Jeronim Bazo est chef d'Etat major.

## Missions spécifiques
- Maintenir et développer les capacités pour fournir un haut niveau de préparation.
- Une formation continue et suffisante pour faire face aux tâches qui pourraient lui être confiées.
- Aider la communauté en cas d'urgence humanitaire; soutenir les opérations de recherche et de sauvetage.
- Coopérer avec d'autres institutions nationales pour prévenir le trafic illégal, la contrebande de personnes et d'armes conventionnelles en Albanie.
- Entraînement et participation avec des troupes à des missions de maintien de la paix dans le cadre de l'OTAN, de l'UE et de l'ONU.

## Équipement
Sauf indication contraire les chiffres sont de 2022.
| Type                      | Modèle       | Origine    | Quantité | Remarques                 | Photos |
| ------------------------- | ------------ | ---------- | -------- | ------------------------- | ------ |
| Véhicule militaire blindé | MaxxPro Plus | États-Unis | 40       | Dispose d'une coque en V. |        |
| Mortier                   | 82 mm        |            | 20       |                           |        |
| Mortier                   | 120 mm       |            | 12       |                           |        |

## Galerie

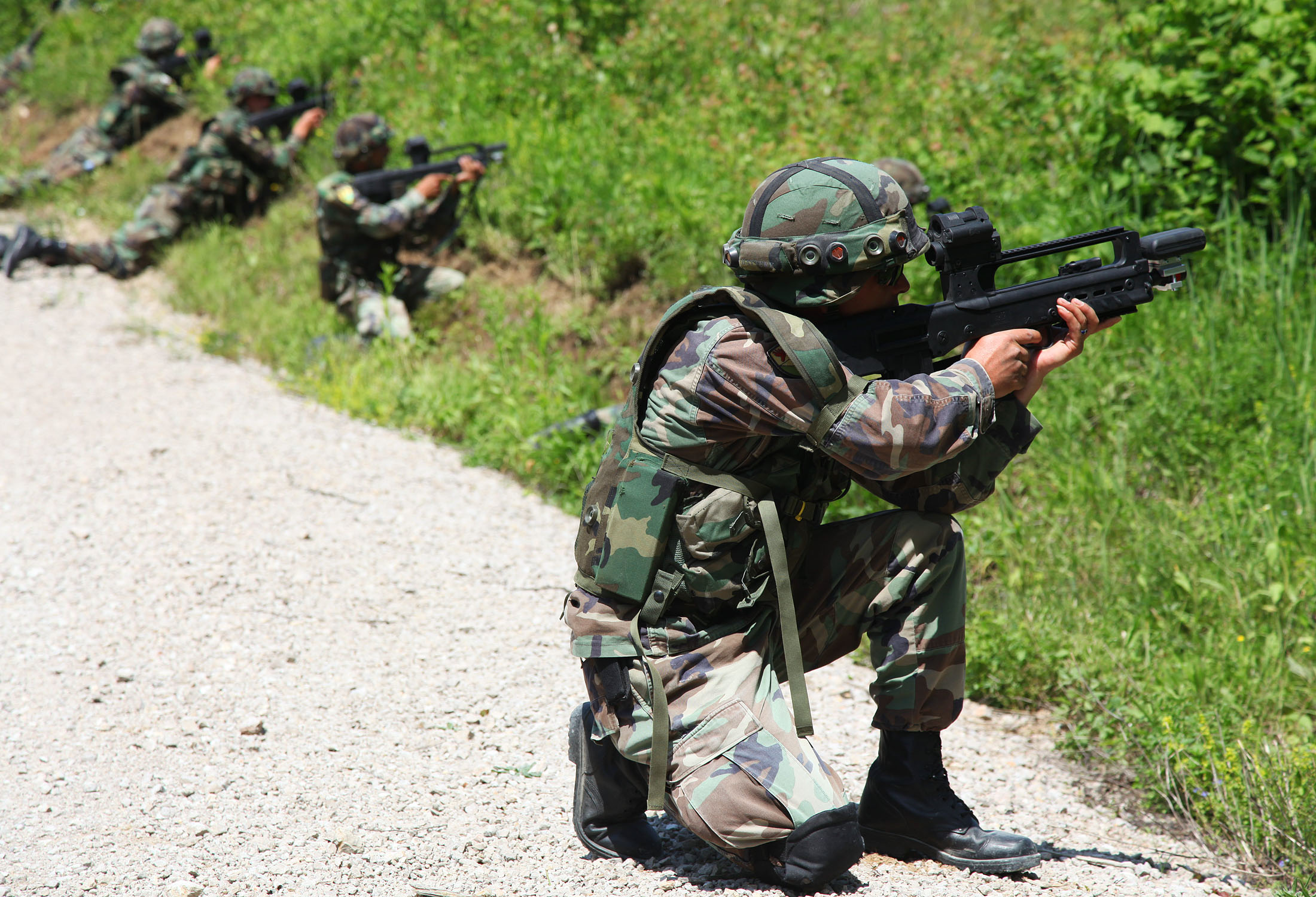
Soldats albanais avec des fusils VHS
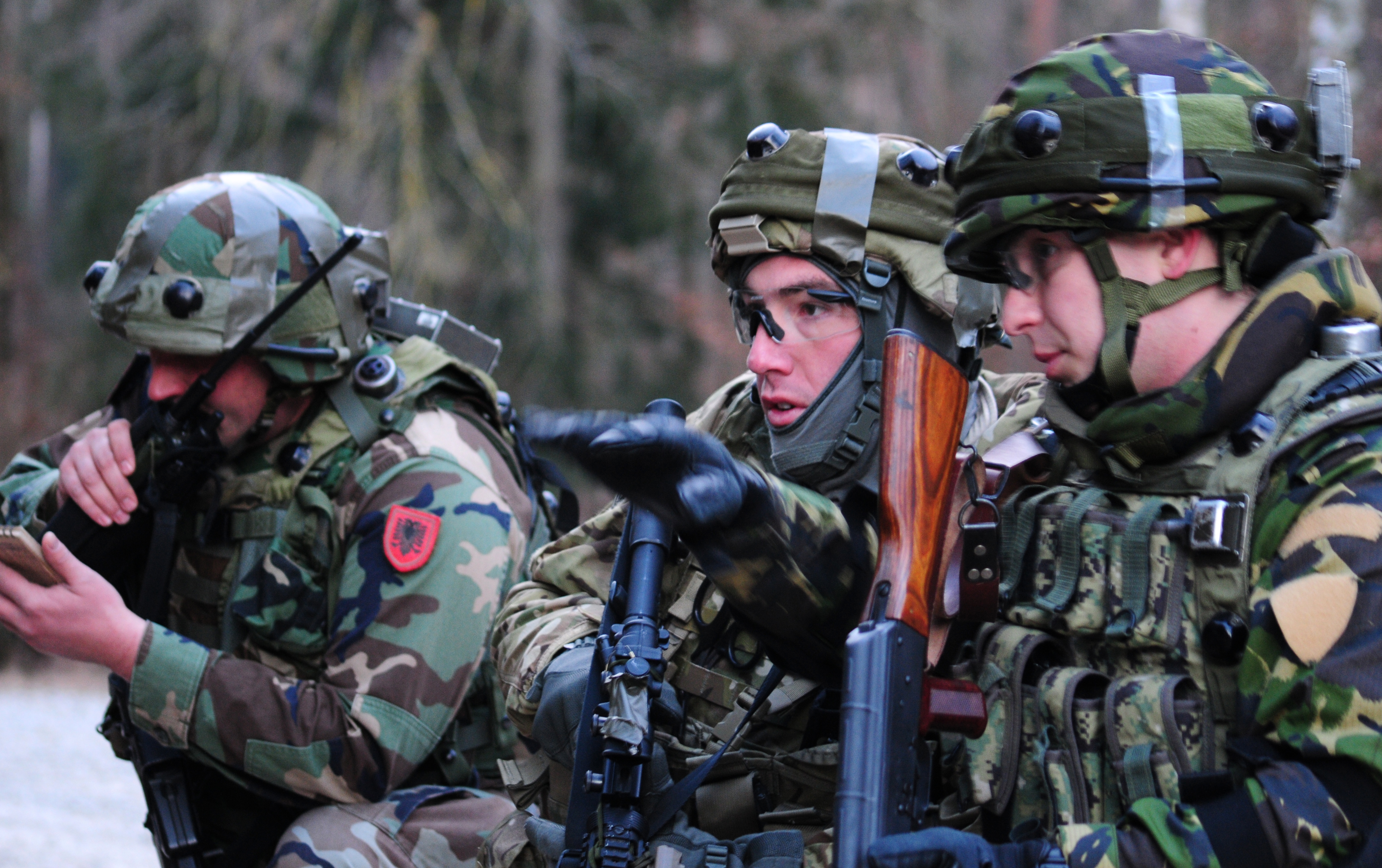
Albanian, U.S. and Romanian soldiers in a joint drill
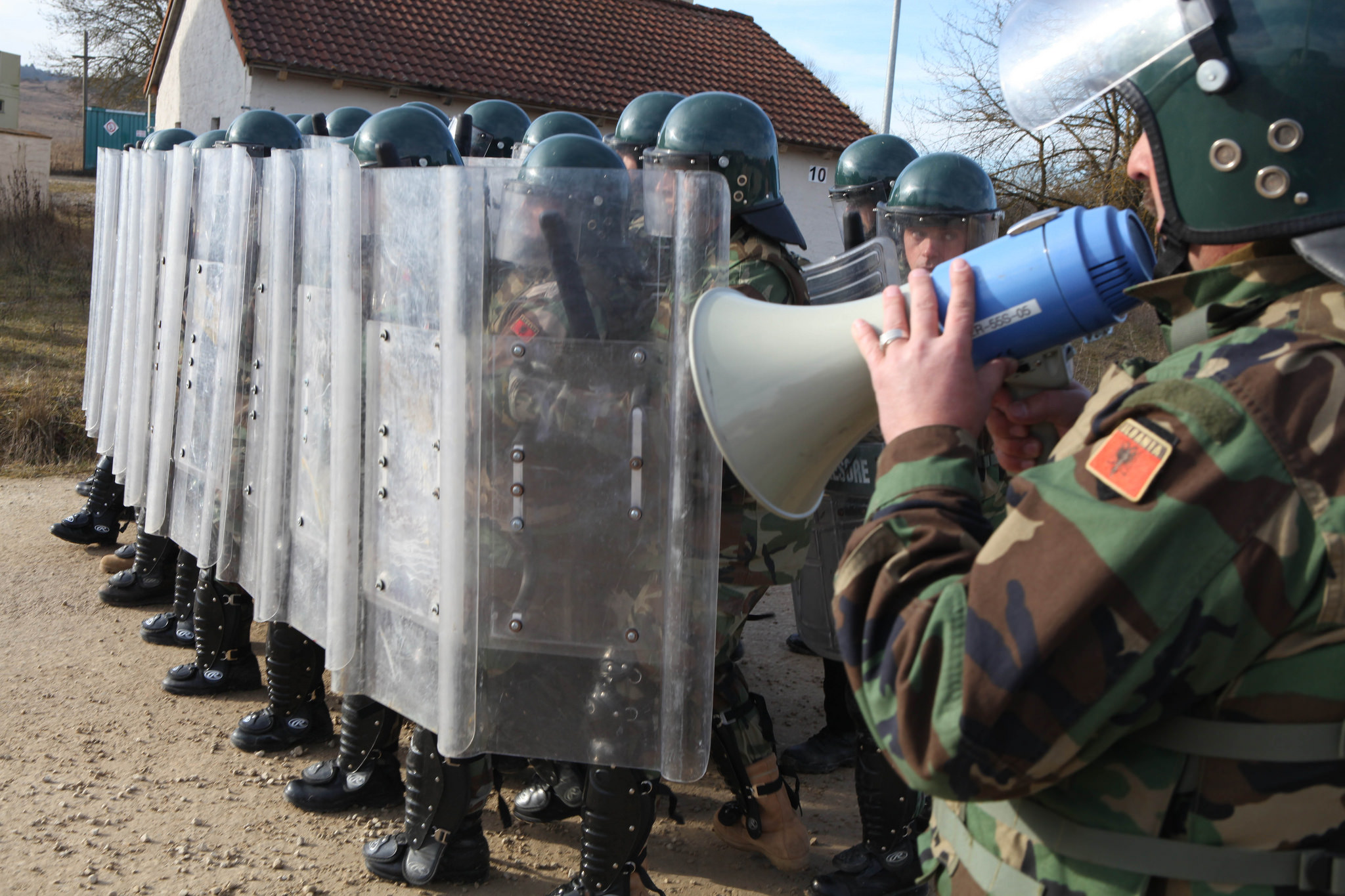
Albanian soldiers react to rioters, roleplayed by US forces, during KFOR
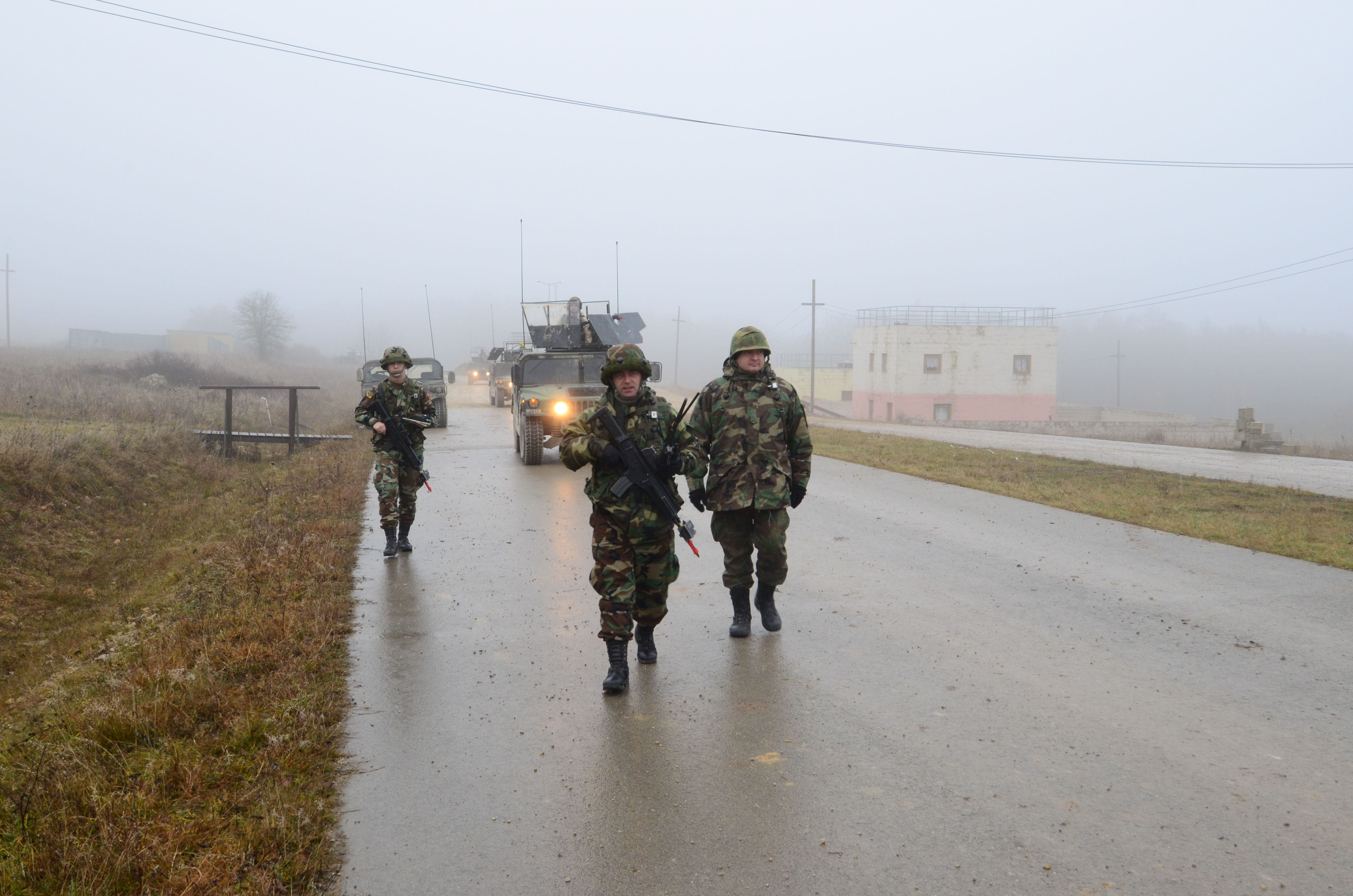
Albanian army convoy on patrol
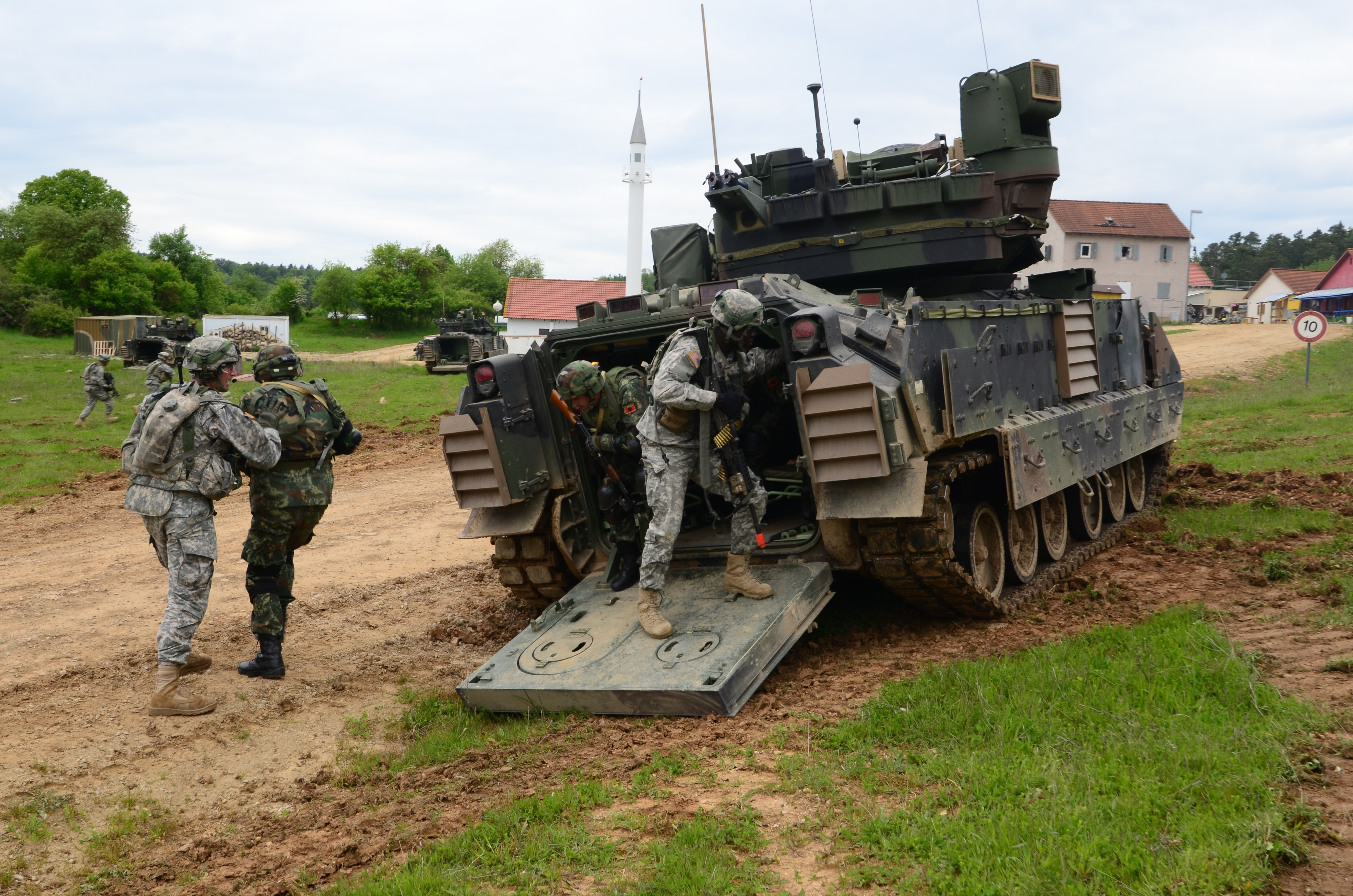
Albanian and US soldiers dismounting a M2 Bradley during Combined Resolve II
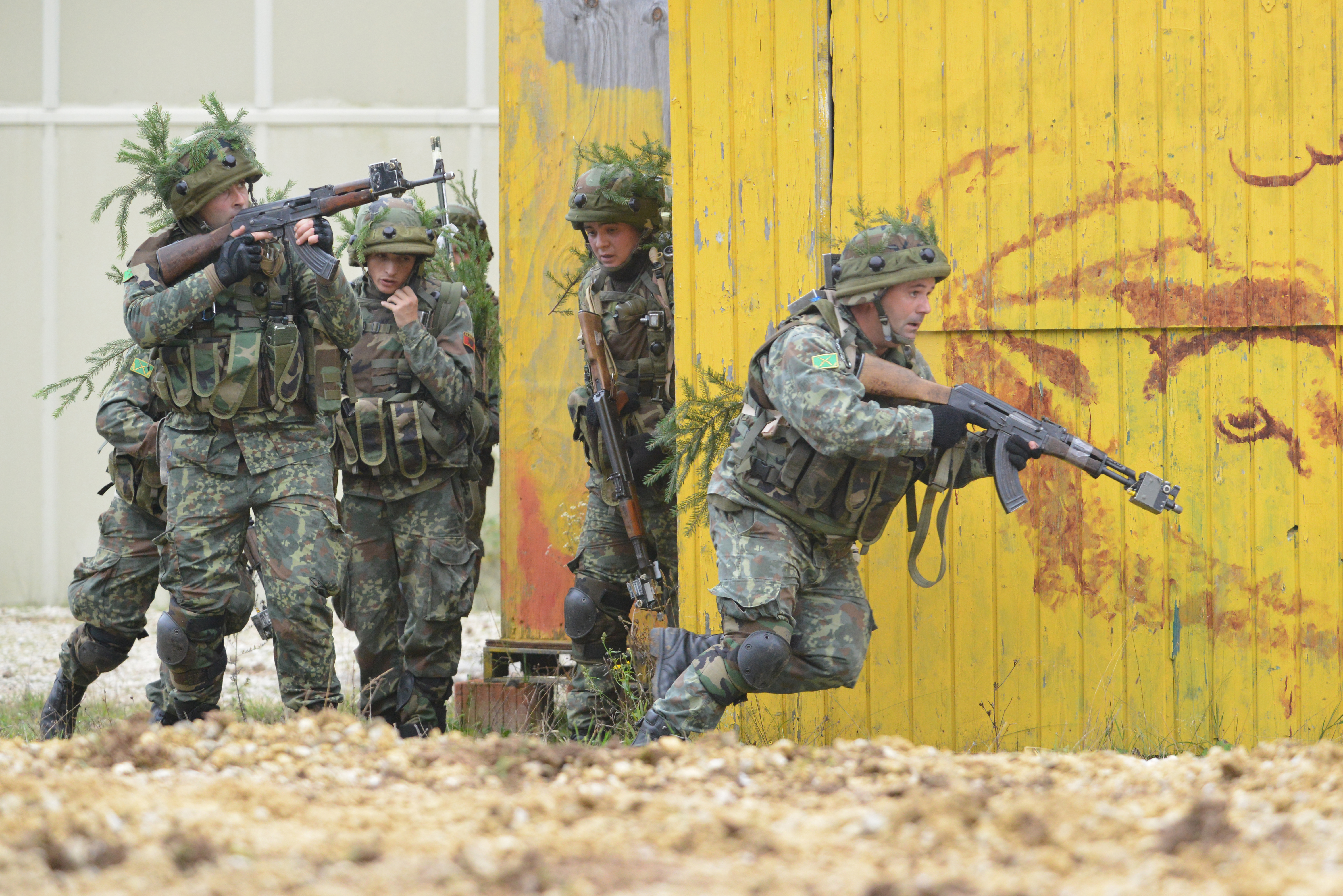
Albanian Land Force in Combined Resolve III